# Chrysosplenium dubium
Chrysosplenium dubium är en stenbräckeväxtart som beskrevs av Claude Gay och Nicolas Charles Seringe. Chrysosplenium dubium ingår i släktet gullpudror, och familjen stenbräckeväxter. Inga underarter finns listade i Catalogue of Life.